# Titularbistum Gaudiaba
Gaudiaba ist ein Titularbistum der römisch-katholischen Kirche.
Das Bistum Gaudiaba war in Numidien angesiedelt, einer historischen Landschaft in Nordafrika, die weite Teile der heutigen Staaten Tunesien und Algerien umfasst.
| Titularbischöfe von Gaudiaba |                                                  |                                               |                    |                  |
| Nr.                          | Name                                             | Amt                                           | von                | bis              |
| 1                            | Giulio Bevilacqua Titularerzbischof pro hac vice | Weihbischof in Brescia (Italien)              | 15. Februar 1965   | 22. Februar 1965 |
| 2                            | Bernardino Maria Dino Piccinelli OSM             | Weihbischof in Ancona e Numana (Italien)      | 23. Juni 1966      | 1. Oktober 1984  |
| 3                            | Giovanni Saldarini                               | Weihbischof in Mailand (Italien)              | 10. November 1984  | 31. Januar 1989  |
| 4                            | Januário Torgal Mendes Ferreira                  | Weihbischof im Militärordinariat von Portugal | 22. April 1989     | 3. Mai 2001      |
| 5                            | Djuro Hranić                                     | Weihbischof in Đakovo-Osijek (Kroatien)       | 5. Juli 2001       | 18. April 2013   |
| 6                            | Bruno Feillet                                    | Weihbischof in Reims (Frankreich)             | 28. Juni 2013      | 17. Juli 2021    |
| 7                            | Francesco Beneduce SJ                            | Weihbischof in Neapel (Italien)               | 27. September 2021 |                  |